# Superkritische stroming

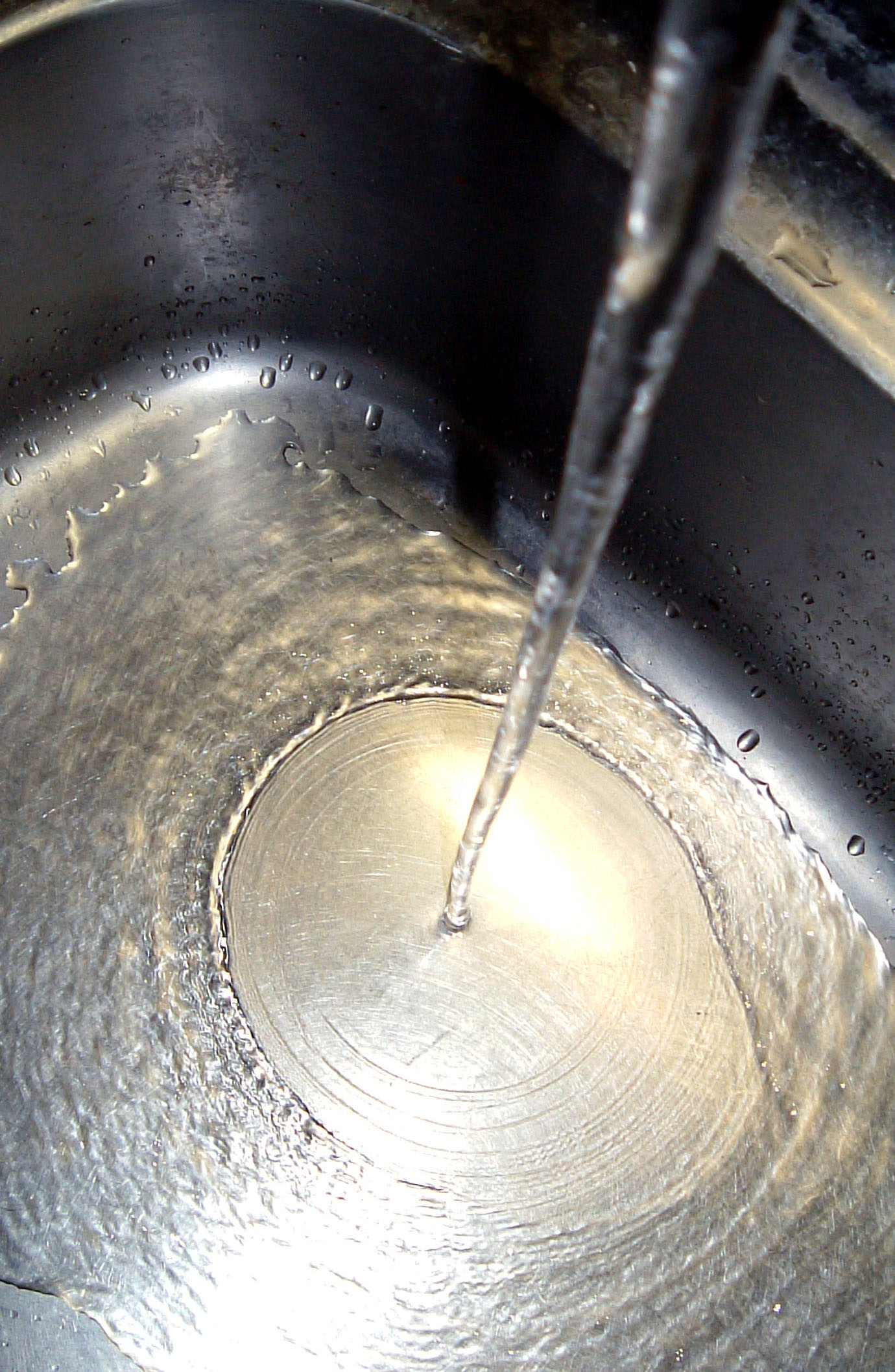
Het water rond de plaats waar de waterstraal het metaal raakt is de stroming superkritisch, daarna volgt een watersprong en subkritische stroming

Superkritische stroming is een begrip uit de hydraulica.
Superkritische stroming wordt gedefinieerd met behulp van het getal van Froude. Het Getal van Froude is een dimensieloos getal dat de verhouding tussen kracht ten gevolge van traagheid en kracht ten gevolge van gravitatie weergeeft. Anders gezegd duidt superkritische stroming een stromingstoestand van een vloeistof aan, waarbij de stroomsnelheid groter is dan de snelheid waarmee een golf zich voortplant. Dit betekent dat een verstoring van het stromingspatroon die zich benedenstrooms voordoet, in superkritisch stromend water nooit effect kan hebben op de bovenstroomse situatie. Het getal wordt gebruikt voor het beschrijven van het gedrag van vloeistofoppervlakken.
Wiskundig wordt de stromingssituatie uitgedrukt in het Froudegetal:
{\displaystyle \mathrm {Fr} ={\frac {v}{\sqrt {\displaystyle g{\frac {A}{B}}}}}}
waarbij:
{\displaystyle \mathrm {Fr} } = Froudegetal [-]
{\displaystyle v} = stroomsnelheid van de vloeistof [m/s]
{\displaystyle g} = zwaartekrachtsversnelling [m/s2]
{\displaystyle A} = doorstroomde oppervlakte [m2]
{\displaystyle B} = breedte van het wateroppervlak [m]
Voor een situatie met een rechthoekige doorsnede, is A/B gelijk aan d. Dan volgt:
{\displaystyle \mathrm {Fr} ={\frac {v}{\sqrt {gd}}}}
waarbij:
{\displaystyle d} = waterdiepte [m]
Met behulp van het getal van Froude wordt stroming onderverdeeld in 3 soorten:
- {\displaystyle \mathrm {Fr} >1} superkritische stroming, ook wel schietend water genoemd
- {\displaystyle \mathrm {Fr} =1} kritische stroming
- {\displaystyle \mathrm {Fr} <1}  subkritische stroming

## Superkritische stroming
Bij superkritische stroming is de gravitatiecomponent kleiner dan de component ten gevolge van de traagheid. Superkritische stroming komt veel voor in bergrivieren. 
Superkritische stroming duidt een stromingstoestand van een vloeistof aan, waarbij de stroomsnelheid groter is dan de snelheid waarmee een golf zich voortplant. Dit betekent dat een verstoring van het stromingspatroon die zich benedenstrooms voordoet, in superkritisch stromend water nooit effect kan hebben op de bovenstroomse situatie. 
Superkritische stroming betekent in de praktijk dat informatie (lees: golven) niet in staat is om via het wateroppervlak door te dringen naar bovenstrooms gelegen locaties. Als men een steen in superkritisch stromend water gooit, zullen de kringen (golven) uitsluitend benedenstrooms ontstaan van de plaats waar de steen in het water viel.
Superkritische stroming heeft veel gemeen met het doorbreken van de geluidsbarrière door straaljagers. In dat geval is de snelheid van het geluid lager dan die van het object, waardoor een toehoorder de straaljager tevoren niet kan horen aankomen.

## Kritische stroming
Kritische stroming komt niet veel voor, omdat het getal van Froude precies gelijk moet zijn aan 1. Door deze exacte waarde komt het daar voor waar superkritische stroming overgaat in subkritische stroming of andersom. Waar superkritische stroming weer overgaat in subkritische stroming (bijvoorbeeld door het groter worden van de waterdiepte of het afnemen van de stroomsnelheid) zien we een watersprong ontstaan (bijvoorbeeld bij overlaten).

## Subkritische stroming
Dit is in Nederlandse rivieren de meest voorkomende stroming. In Nederland is de gravitatie bijdrage groot doordat het zo vlak is, gevolg hiervan is dat het getal van Froude vrij laag is in de Nederlandse rivieren. Stroomsnelheden van de Nederlandse rivieren zijn ergens in de buurt van de 1 m/s, de waterdiepte ongeveer 4 meter, zodat het getal van Froude ongeveer 0,16 is.